# YU
YU – polski zespół synth popowy założony w 2014 roku przez Samantę Janas i Jakuba Krupskiego.

## Historia
Po nagraniu albumu "Identity" z grupą Tune, Jakub Krupski wspólnie z Samantą Janas założyli projekt o nazwie YU. Pierwszy singiel grupy pt. Hejty szybko podbił serca internautów, oraz trafił na radiowe listy przebojów. Wydany w 2016 roku debiutancki album grupy "We are sorry" doceniony został w Polsce i za granicą, a zwłaszcza w Japonii i Chinach, gdzie zespół ruszył w trasę koncertową. Kolejne dwa single zespołu "God doesn't love you" i "Walec" wyróżniały się nowatorskimi teledyskami, oraz różnorodną stylistyką.

## Członkowie Zespołu
- Samanta Janas – śpiew, wizualizacje
- Jakub Krupski – śpiew, instrumenty klawiszowe
- Jakub Sokołowski – instrumenty klawiszowe, mpc
- Scott Andrews – glockenspiel

## Dyskografia

### Albumy Studyjne
- We are sorry – 06.05.2016

### Single
| Rok  | Tytuł                | Najwyższa pozycja | Album        |
| ---- | -------------------- | ----------------- | ------------ |
| 2015 | Hejty                | 3                 | We are sorry |
| 2016 | God doesn't love you | –                 | We are sorry |
| 2016 | Walec                | –                 | We are sorry |